# طوطی‌کاکلی زیردم‌سرخ

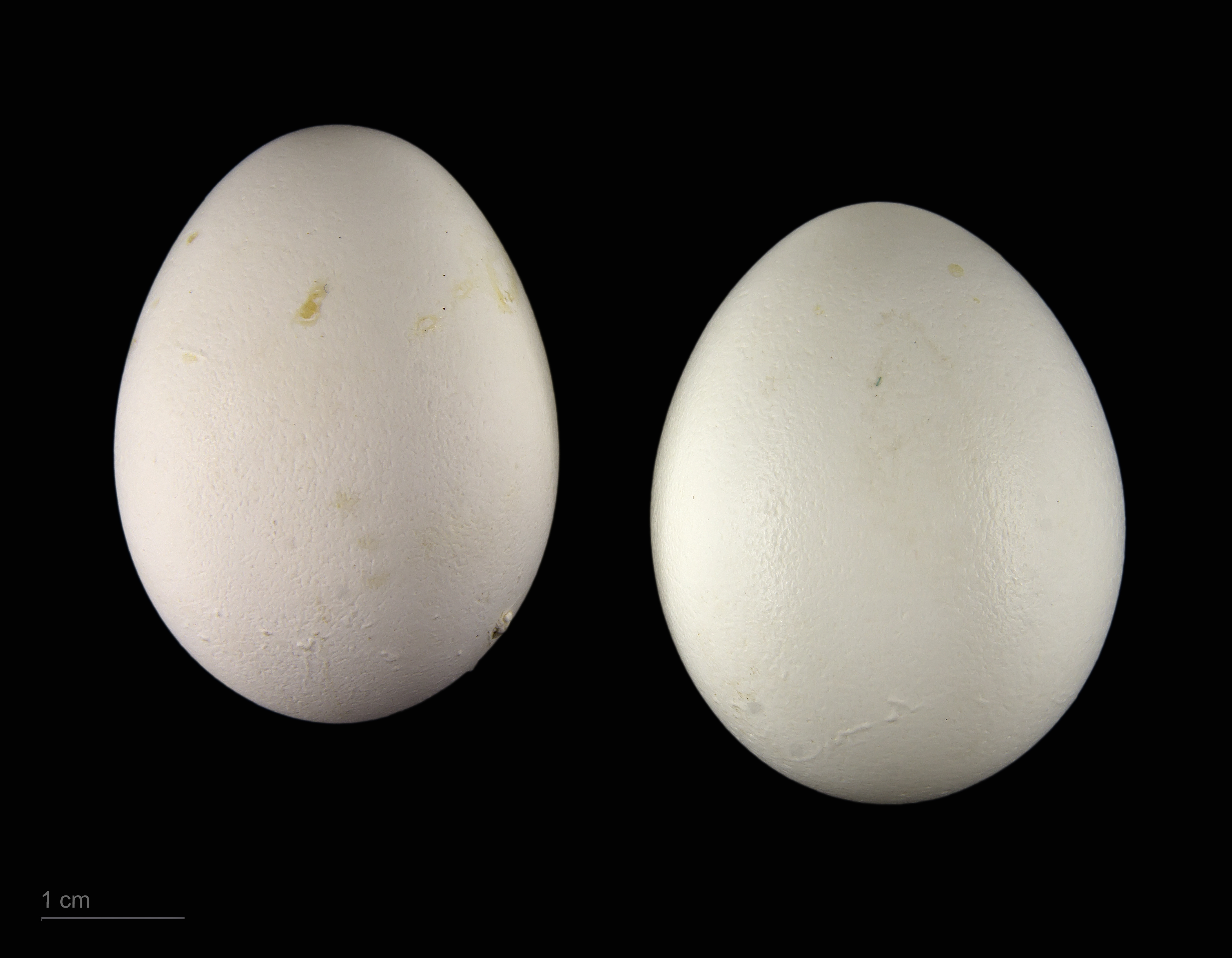
Cacatua haematuropygia

طوطی‌کاکلی زیردم‌سرخ(نام علمی: Cacatua haematuropygia) نام یک گونه از سرده طوطی‌کاکلی‌های سفید است.